# Micro Instrumentation and Telemetry Systems
Micro Instrumentation and Telemetry Systems (MITS) は、アメリカ合衆国ニューメキシコ州アルバカーキにあった電子機器メーカーである。世界初の商業的に成功したパーソナルコンピュータであるAltair 8800を製造した。
エド・ロバーツとフォレスト・ミムズは、1969年12月にMITS社を設立した。当初は、ヨー軸角速度センサなどのモデルロケット用の小型テレメトリーモジュールを製造・販売する会社だった。1971年、ロバーツは電卓市場に参入し、電卓キットMITS 816が『ポピュラーエレクトロニクス』1971年11月の表紙に掲載された。この電卓は非常に成功し、売上高は1973年に100万ドルを突破した。しかし、その後の電卓の価格競争に破れ、1974年までに大きな負債を抱えた。
その後、ロバーツはマイクロコンピュータAltair 8800を開発し、『ポピュラーエレクトロニクス』1975年1月号の表紙に掲載された。MITS社には、この397ドルのコンピュータキットへのホビイストからの注文が殺到した。Altair 8800は、世界初の商業的に成功したパーソナルコンピュータとなった。ポール・アレンとビル・ゲイツは、この雑誌を見てAltair用のソフトウェアを書き始め、これは後にAltair BASICとしてMITS社から販売された。彼らはMITS社で働くためにアルバカーキに移り、1975年7月にマイクロソフトを立ち上げた。
1977年までにMITS社の年間売上は600万ドルに達していたが、同年、ロバーツはMITS社をパーテック・コンピュータに売却し、MITSというブランドは消滅した。ロバーツはジョージア州に引退し、医学を学び、小さな町で診療所を開いた。

## 発祥

### 創業者
エド・ロバーツことヘンリー・エドワード・ロバーツは、マイアミ大学で電気工学を専攻していたが、学費を払えずに中退し、1962年にアメリカ空軍の予備士官訓練隊に入隊した。彼は、テキサス州サンアントニオのラックランド空軍基地にある暗号装置整備学校の講師となった。入隊兵の給料だけでは生活できないため、非番のときにも仕事をし、1人でリライアンス・エンジニアリングという会社を設立した。そこで、サンアントニオのデパートのウィンドウディスプレイのキャラクターをアニメーション化する電子機器を製作した。1965年、空軍士官になり、大学学位取得制度の対象に選ばれた。1968年にオクラホマ州立大学で電気工学の学位を取得し、ニューメキシコ州アルバカーキのカートランド空軍基地にある兵器研究所に配属された。
フォレスト・ミムズは少年時代に科学と電子工学に興味を持ち、高校時代にはアナログ計算機を作ったこともある。ミムズは1966年にテキサスA&M大学を卒業（専攻は政府学、副専攻は英語と歴史）した後、アメリカ空軍の士官となった。ベトナムで情報将校として従軍している間、ミムズはモデルロケットの趣味を続けた。敵からのロケット攻撃が頻繁に行われた地域でモデルロケットを打ち上げたことで騷ぎとなり、軍の新聞『星条旗新聞』で報じられたこともあった。また、大学在学中に開発した赤外線障害物感知装置の実験をサイゴン盲学校で行った。それを知った空軍大佐が、ミムズが工学の学位を持っていなかったにもかかわらず、カートランド空軍基地の兵器研究所に配属されるように手配した。
1968年、ロバーツとミムズは共に兵器研究所のレーザー部門に配属された。ロバーツはアルバカーキでリライアンス・エンジニアリングを再始動し、フロリダにある叔父の養魚場のために赤外線侵入警報器を作っていた。その後、ロバーツは同僚のスタン・キャグルと共に、販売するための電源装置の製作を始めた。ミムズはアルバカーキ・モデルロケット・クラブの顧問となり、1969年7月に『モデル・ロケットリー』誌の出版者に会った。ミムズはベトナムでのロケットの夜間発射に使用したトランジスタ使用の追跡灯について彼に話した。これがきっかけとなり、ミムズは『モデル・ロケットリー』1969年9月号に「夜に打ち上げるモデルロケットに搭載するトランジスタ化された追跡用照明」という記事を寄稿した。ミムズは『モデル・ロケットリー』誌の常連寄稿者となった。

### モデルロケット用キット

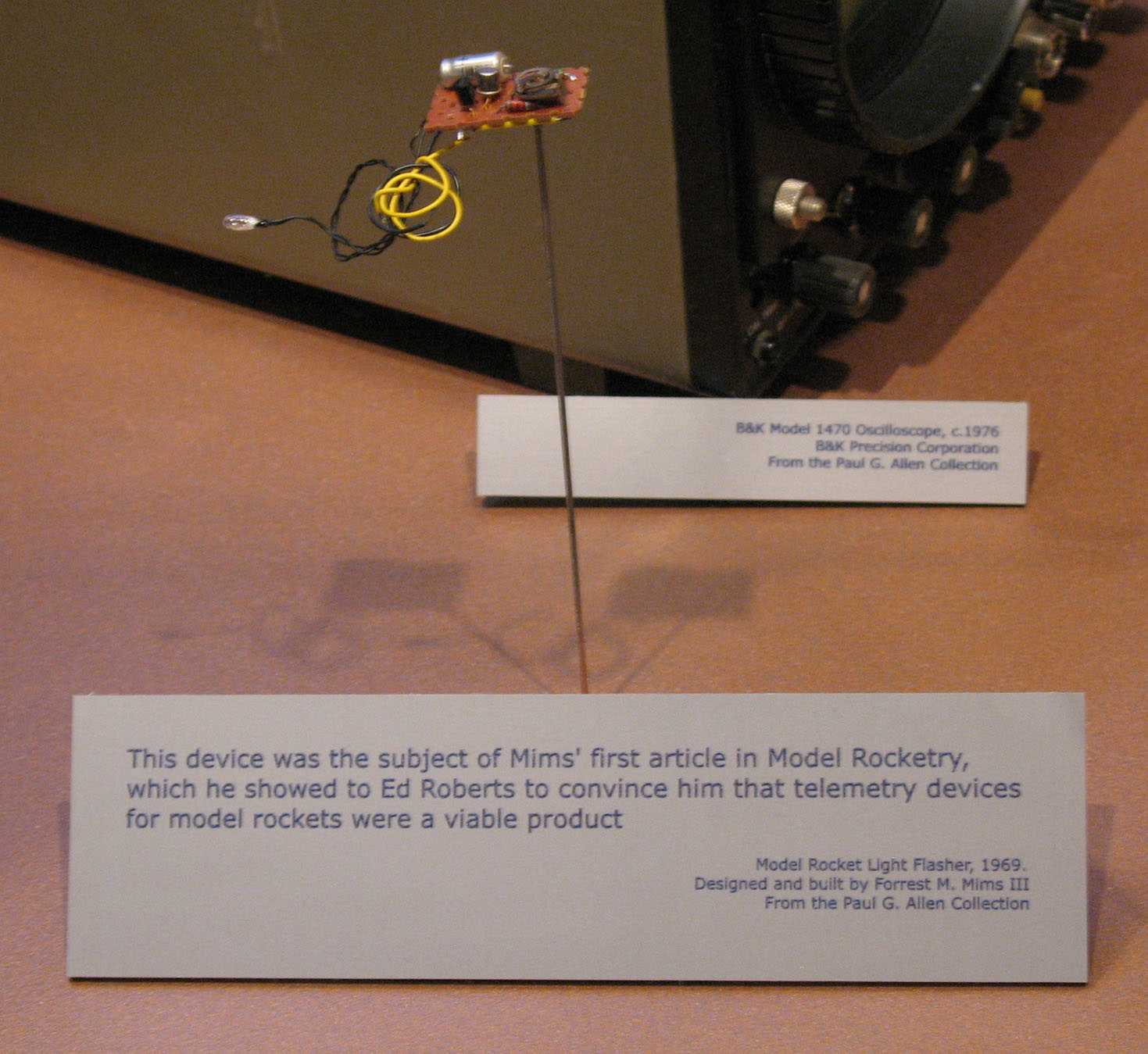
MITS社の最初の製品となった、トランジスタ使用のモデルロケット用追跡灯

1960年代の宇宙開発競争により、モデルロケットは人気のある趣味となった。ロバーツ、ミムズ、キャグル、そして研究室の同僚であるボブ・ザラーは、モデルロケットのホビイスト向けに電子機器キットを設計して販売することを決めた。ロバーツは会社の名前をリライアンス・エンジニアリングにしたかったが、ミムズはマサチューセッツ工科大学の略称の"MIT"が頭につく名前にしたいと考えていた。キャグルは、Micro Instrumentation and Telemetry Systems、略してMITSという名前を思いついた。『モデル・ロケットリー』1969年12月号（発行部数15,000部）に、次のプレスリリースが掲載された。
ニューメキシコ州アルバカーキのリライアンス・エンジニアリング社は、モデルロケット用に設計された小型化された電子テレメトリーシステムの製造を行う子会社の設立を発表した。社名はMicro Instrumentation and Telemetry Systems (MITS)である。リライアンス・エンジニアリングのヘンリー・ロバーツ社長は、「MITSは現在、高品質の小型テレメトリーシステムなどの集中的な研究プログラムを実施している」と発表した。
初の市販モデルであるロケットテレメトリー送信機は、MITSが提供する最初の製品の一つである。トーンビーコン、温度センサ、ヨー軸角速度センサなどのアクセサリーモジュール、追跡灯、データ削減のための地上システム、軽量の注水電池などが近日中に発売される。
彼らは、自宅やガレージでテレメトリーモジュールを設計・製作したが、売れたのは数百セットだけだった。ミムズは、その年の5月に『ポピュラーエレクトロニクス』誌（発行部数40万部）に、新しい固体素子である発光ダイオードについての特集記事を寄稿した。ロバーツとミムズは、より多くの読者にキットを販売することを期待して、光のビームで音声を伝送する装置、オプティコムを設計した。編集者はこのプロジェクトの記事を受け入れ、両方の記事が1970年11月号の表紙に掲載された。記事の原稿料は400ドルだったが、ここで『ポピュラーエレクトロニクス』の技術編集者であるレス・ソロモンと出会ったことが、ミムズとロバーツの将来の成功につながった。
1970年8月、レス・ソロモンは家族とともにアメリカ南西部へバカンスへ行くに当たり、ミムズやロバーツとその家族も誘った。当時、『ポピュラーエレクトロニクス』誌では、ダン・メイヤーとドン・ランカスターが最も多作な作家だった。メイヤーは、彼とランカスターが書いたプロジェクトを構築するための部品キットを販売する年間100万ドルのビジネスを構築していた。ミムズとロバーツもそれと同じことをしたいと考え、キットビジネスについてソロモンに質問した。ソロモンは彼らにいくつか統計を示したが、どれくらいキットが売れるかは分からない、百セットかもしれないし、千セットかもしれない、と言った。
MITS社はオプティコムを製作するための部品を200セット分購入したが、100セット程度しか売れなかった。ロバーツは新しい電卓キットを設計したいと思っていたが、彼のパートナーは会社を辞めようとしていた。ボブ・ザラーは既にMITS社を去り、フォレスト・ミムズは空軍を辞めてテクニカルライターを本業にしようとしていた。ロバーツは他の3人のパートナーの出資分を、600ドルの現金と350ドル相当の機器で買い取った（ロバーツの4年間の空軍への従事は1972年半ばに終了していた）。それ以降もミムズとロバーツは友人であり続け、本、雑誌、マニュアルの共同執筆を行った。

## 電卓

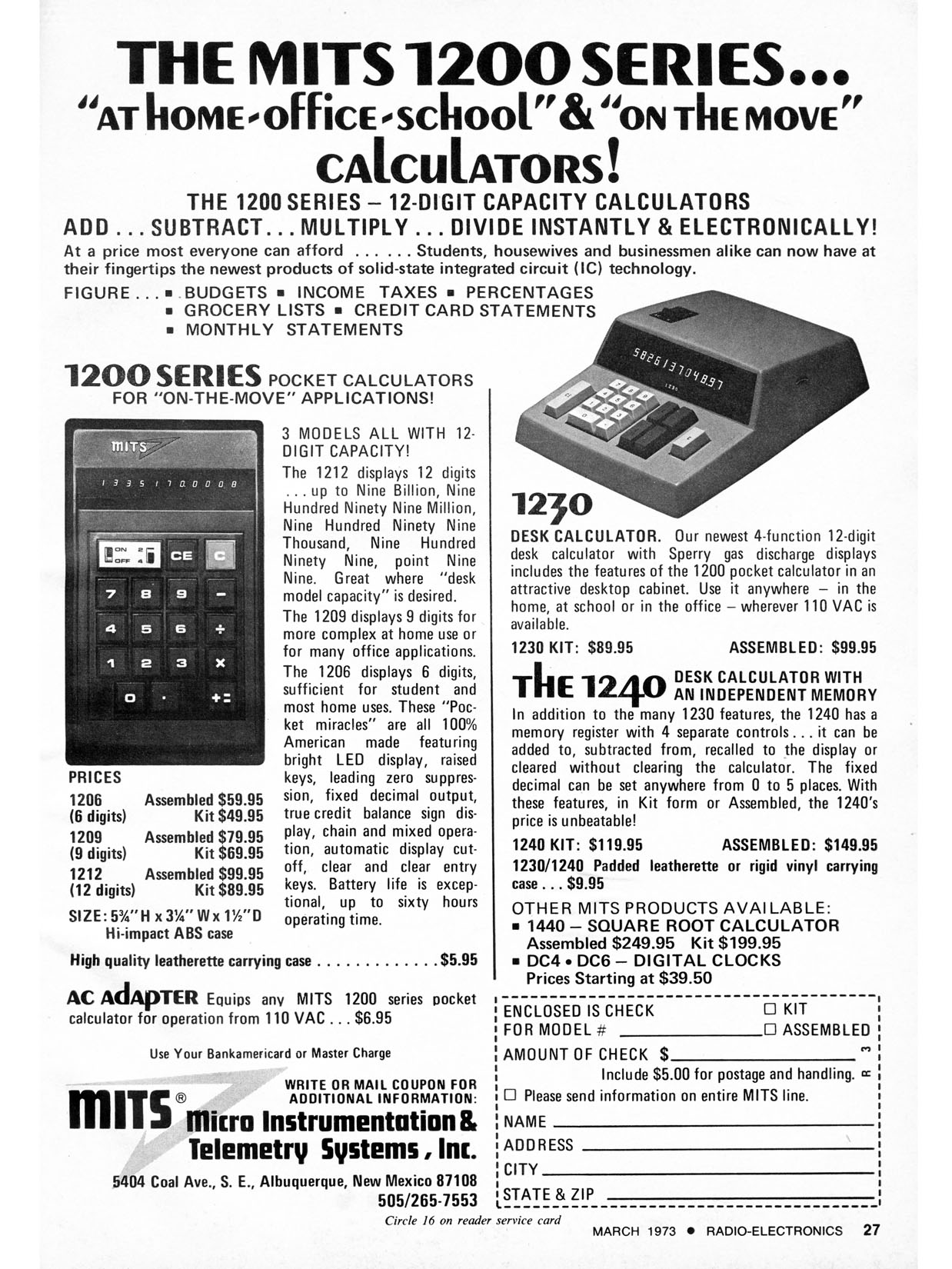
この広告が掲載された1973年3月の売上高は月10万ドルに達していた。

エド・ロバーツがコンピュータに興味を持ったのは、高校時代にリレーで簡単なデジタルコンピュータを作ったことがきっかけだった。彼が初めてコンピュータを実際に使ったのはオクラホマ州立大学にいたときで、工学部の学生はIBM 1620を自由に利用することができた。兵器研究所のロバーツのオフィスには、1968年に当時最新のヒューレット・パッカード製のプログラム電卓・HP 9100Aが入った。1970年7月、半導体メーカー・エレクトロニック・アレイズ社が4関数電卓用の6個組のLSIのセットを発表した。ロバーツは電卓キットを設計することを決意した。
新しいプロジェクトの資金の調達のため、ロバーツはMITS社の株式の15%を仲間の空軍士官、ウィリアム・イエーツに売却した。彼はまた、もう一人の兵器研究所の将校であるエド・ラフリンからも出資を受けた。研究所の他の何人かの将校や科学者は、この最先端の電卓キットに興味を持ち、設計に協力した。フォレスト・ミムズは組立てマニュアルを書き、その原稿料代わりとして電卓キット1セットを受け取った。
MITS 816は、足し算、引き算、掛け算、割り算ができる「4関数」電卓である。表示は8桁だけだったが、計算は16桁の精度でできた。特注の成形ケースは、キットでありながらプロ仕様の外観だった。キットは179ドル、組み立て済み製品は275ドルで販売された。MITS 816は『ポピュラーエレクトロニクス』1971年11月の表紙に掲載された。MITS社が販売したそれまでのキットとは違い、電卓の注文は毎月数千件入ってきた。
電卓が安定して販売されるようになったことで、MITS社は、『ラジオ＝エレクトロニクス』誌、『ポピュラーエレクトロニクス』誌、『サイエンティフィック・アメリカン』誌にフルページの広告を掲載することができた。『ラジオ＝エレクトロニクス』1972年6月号で、MITS社はキット199.95ドル、組み立て済み249.95ドルの、メモリと平方根機能を備えた14桁の電卓（Model 1440）を発表した。元の816のキットは179ドルから149.95ドルに値下げされた。どちらの電卓もプログラミングユニットで制御できるようになっていた。
1973年3月には月商が10万ドルに達し、MITS社は1万平方フィート（930平方メートル）の広い建物に移転した。組み立て済み電卓の需要を満たすために、自動ウェーブはんだ付け装置が導入された。1973年にMITS社は、「作っては出し」の状態で電卓を製造・販売していた。110人の従業員は、2交代のシフトで電卓を組み立てていた。
電卓用ICの機能が急速に向上し、ロバーツは新機種の設計・製造を行っていた。科学技術計算機MITS 7400が1972年12月に発売された。これは、三角関数、極座標から直交座標への変換、2つのメモリ、最大7段のスタックを特色としていた。3段スタックのキットは299.95ドル、7段スタックの組み立て済み製品は419.95ドルだった。翌月には、4関数ポケット電卓のSeries 1200が発表された。6桁モデルは59.95ドル、12桁モデルは99.95ドルだった。
初期の広告でプログラムアクセサリについて触れられていたが、1974年3月になってようやく販売された。これはデスクトップ電卓と同じサイズで、256ステップのプログラミングが可能だった（512ステップまで拡張可能）。機能は、電卓のキー操作をエミュレートすることと、単純なシーケンス分岐に限定されていた。プログラミングは16進数のキーコードを入力することによって行われた。MITS 7440とプログラムアクセサリの組み合わせは、HP 9830ほど洗練されたものではなかったが、両方のキットを買っても400ドルで、HP 9830よりも安かった。

### MITS社の電卓シリーズ
以下に、MITSの電卓シリーズの一覧を示す。特徴と価格は、『ラジオ＝エレクトロニクス』誌（発行日表示）に掲載された広告から引用している。816の価格は、『ポピュラーエレクトロニクス』誌の元記事から引用している。
| Model      | 特徴                                                                                              | 発売年月   | キット価格 | 組み立て済み価格 |
| ---------- | ------------------------------------------------------------------------------------------------- | ---------- | ---------- | ---------------- |
| 816        | デスクトップ、8桁表示、16桁計算、4関数                                                            | 1971年11月 | $179.00    | $275.00          |
| 1440       | デスクトップ、14桁表示、平方根、メモリ                                                            | 1972年6月  | $199.95    | $249.95          |
| 816B       | デスクトップ、8桁表示、16桁計算、4関数                                                            | 1972年6月  | $149.95    | $189.95          |
| 7400       | デスクトップ、14桁、科学計算、三角関数 3段スタック(7400A)、5段スタック(7400B)、7段スタック(7400C) | 1972年12月 | $339.95    | $419.95          |
| 1206       | ハンドヘルド、6桁表示、12桁計算、4関数、                                                          | 1973年1月  | $49.95     | $59.95           |
| 1209       | ハンドヘルド、9桁表示、12桁計算、4関数、                                                          | 1973年1月  | $69.95     | $79.95           |
| 1212       | ハンドヘルド、12桁、4関数、                                                                       | 1973年1月  | $89.95     | $99.95           |
| 1230       | ハンドヘルド、12桁表示、4関数、                                                                   | 1973年1月  | $89.95     | $99.95           |
| 1240       | ハンドヘルド、12桁表示、4関数、メモリ                                                             | 1973年1月  | $119.95    | $149.95          |
| 7440       | デスクトップ、14桁、科学計算                                                                      | 1973年3月  | $199.95    | $299.95          |
| Programmer | 256行プログラムアクセサリ（7440, 816, 1440, 908DM用）                                             | 1973年3月  | $199.95    | $299.95          |
| 150        | ハンドヘルド、8桁、4関数、平方根、メモリ                                                          | 1973年8月  | $119.95    | $149.95          |
| 941M       | ハンドヘルド、8桁、4関数、パーセント、メートル法換算                                              | 1974年1月  | $129.95    | $149.95          |
| 908M       | ハンドヘルド、8桁、4関数、平方根、メモリ                                                          | 1974年1月  | $99.95     | $129.95          |
| 605M       | ハンドヘルド、6桁、4関数、パーセント                                                              | 1974年1月  | $49.95     | $59.95           |
| 905M       | ハンドヘルド、8桁、4関数、パーセント                                                              | 1974年1月  | $59.95     | $69.95           |
| 908DM      | デスクトップ、8桁、4関数、パーセント                                                              | 1974年2月  | $129.95    | $149.95          |

### 価格競争
ボウマー・インスツルメント社は1971年9月に4機能ポケット電卓「Bowmar Brain」を発表して179ドルで発売し、初年度に50万台以上が売れた。ボウマー社はその後、120ドルの電卓「901B」を開発した。1972年9月には、テキサス・インスツルメンツ(TI)がポータブル4関数電卓「TI-2500」を発表し、これも120ドルで販売された。901BとTI-2500はどちらも、TI TMS0100ファミリーの「ワンチップ電卓」ICを使用していた。TIは今や、自社のICの顧客と直接競合していた。ナショナル セミコンダクターやロックウェルなどの他の半導体企業も電卓の販売を開始し、コモドールなどの事務機器メーカーも電卓市場に参入して、激しい価格競争が始まった。1974年初頭までに、小売店で電卓を材料費以下で購入できるようになっていた。大企業は、市場シェアを獲得するために原価割れの価格で販売することができた。ボウマー社は1974年に2,000万ドルの損失を出し、破産を申請した。コモドール社は、同社のICサプライヤーであるMOSテクノロジーを買収した。TI社は価格競争には勝利したが、電卓部門は1975年に1,600万ドルの損失を出した。
この市場で競争するために、ロバーツはより多くの資本を必要とした。彼は1973年11月にMITS社の株式を、1株1ドルで50万株公開した。1973年の第1次オイルショックで株式市場は低迷し、MITS社株は25万株しか売れなかった。これで既存の負債を返済することはできたが、業務規模拡大のための資金は残らなかった。ロバーツは波形発生器やデジタル電圧計などいくつかの試験装置を開発しており、電卓の代わりにこれらの試験装置やデジタル時計を広告に取り上げることで、再びキットビルダーにアピールしようとした。MITS社の資金は枯渇しかけていた。1974年7月までに、有名だった全面広告は、雑誌の後ろの方の4分の1面の広告となった。
MITS社は30万ドルの負債を抱え、ロバーツは新たなヒット商品を探していた。彼は、低価格のコンピュータでキット市場に復帰することを決めた。顧客のターゲットとして、「多少の組み立てが必要」であることが望ましいと考えた。ロバーツは、電卓用のIntel 4004を見ていたが、Intel 8008には限界があり、作業が難しいと考えていた。その頃インテル社は、汎用コンピュータとして使用できる初のマイクロプロセッサであるIntel 8080をリリースした。ロバーツは、自社のコンピュータキットには8080は十分だと感じていたが、8080は小ロットでは1個360ドルで販売されていた。ロバーツは、コンピュータキットの価格を400ドル以下にしなければならないと考えていた。この価格を実現するために、ロバーツはインテル社に8080を1,000個発注し、単価を75ドルまで下げさせた。ロバーツとMITS社のヘッドエンジニアであるビル・イェーツは、コンピュータの設計を開始した。会社の従業員を20人にまで減らし、銀行からの6万ドルの融資により、新しいコンピュータの設計と初期生産の資金が調達された。

## 『ポピュラーエレクトロニクス』誌と『ラジオ＝エレクトロニクス』誌
1972年1月、『ポピュラーエレクトロニクス』誌は、より多くの広告収入を得ようと、編集の方針を変更した。ステレオ機器や市民バンド無線のレビューを増やし、実験や構築に関する記事はなくなった。ダン・メイヤー、ドン・ランカスター、フォレスト・ミムズ、ジョン・サイモントンら多くの作家たちは、すぐに競合する『ラジオ＝エレクトロニクス』誌への寄稿を始めた。1972年6月号の表紙記事は、ミムズによる「32ドルのソリッドステートレーザーを使った実験」だった。その号のもう一つの記事は「オペアンプの実験」で、執筆者は「B・R・ローゲン」だったが、これは『ポピュラーエレクトロニクス』誌の技術編集者、レス・ソロモンの偽名だった。ソロモンは、『ポピュラーエレクトロニクス』に勤めていながら、『ラジオ＝エレクトロニクス』に寄稿していたのだった。長い間ソリッドステートの編集者であったルー・ガードナーは、1年間『ラジオ＝エレクトロニクス』誌に移った。ITC 1800集積回路テスタ（1972年5月）、Model 1700ファンクションジェネレータ（1973年7月）、Model 1440電卓（1973年7月）、88 VLCTコンピュータターミナル（1974年11月）などのMITS社のキットは、『ラジオ＝エレクトロニクス』誌で特集された。
『ラジオ＝エレクトロニクス』誌は『ポピュラーエレクトロニクス』誌よりも発行部数は少なかったが、1972年から1975年の間に革新的な構築プロジェクトで業界をリードした。1973年5月号の表紙に、ジョン・サイモントンによる初のモジュラー式電子音楽シンセサイザーが掲載された。このシンセサイザーは市販のシンセサイザーの数分の1の価格で販売され、彼が経営するPAiAエレクトロニクスが数十年にわたって生産した。1973年9月のドン・ランカスターのTVタイプライターと1974年7月のジョン・タイタスのMark-8コンピュータは、ホームコンピュータ革命の起爆剤となった。
1974年に『ポピュラーエレクトロニクス』の編集者となったアート・サルスバーグは、同種の雑誌における主導権を取り戻すことを目標とした。彼はMark-8よりも機能的でエレガントなコンピュータを雑誌で取り上げたいと考えていた。レス・ソロモンは、MITS社がIntel 8080ベースのコンピュータキットの製作に取り組んでいることを知っており、他の月よりも発行部数の増える1月号でロバーツのコンピュータを特集することを考えていた。
エド・ロバーツとビル・イェーツは1974年10月に最初の試作機を完成させ、表紙写真の撮影のためにニューヨークのポピュラー・エレクトロニクス社へ、運送会社のレイルウェイ・エクスプレス・エージェンシーを使って出荷した。しかし、運送会社のストライキで試作機は紛失した。ソロモンはすでにこの機械の写真を何枚も持っていたため、記事はそれに基づいて執筆した。ロバーツは代替機の製作に取り掛かった。雑誌の表紙に掲載されたコンピュータは、実際にはフロントパネルにスイッチやLEDをそれっぽく取り付けただけの空の箱だった。完成したAltairコンピュータは、雑誌に掲載された試作機とは全く異なる回路基板レイアウトを持っていた。

## Altairコンピュータ

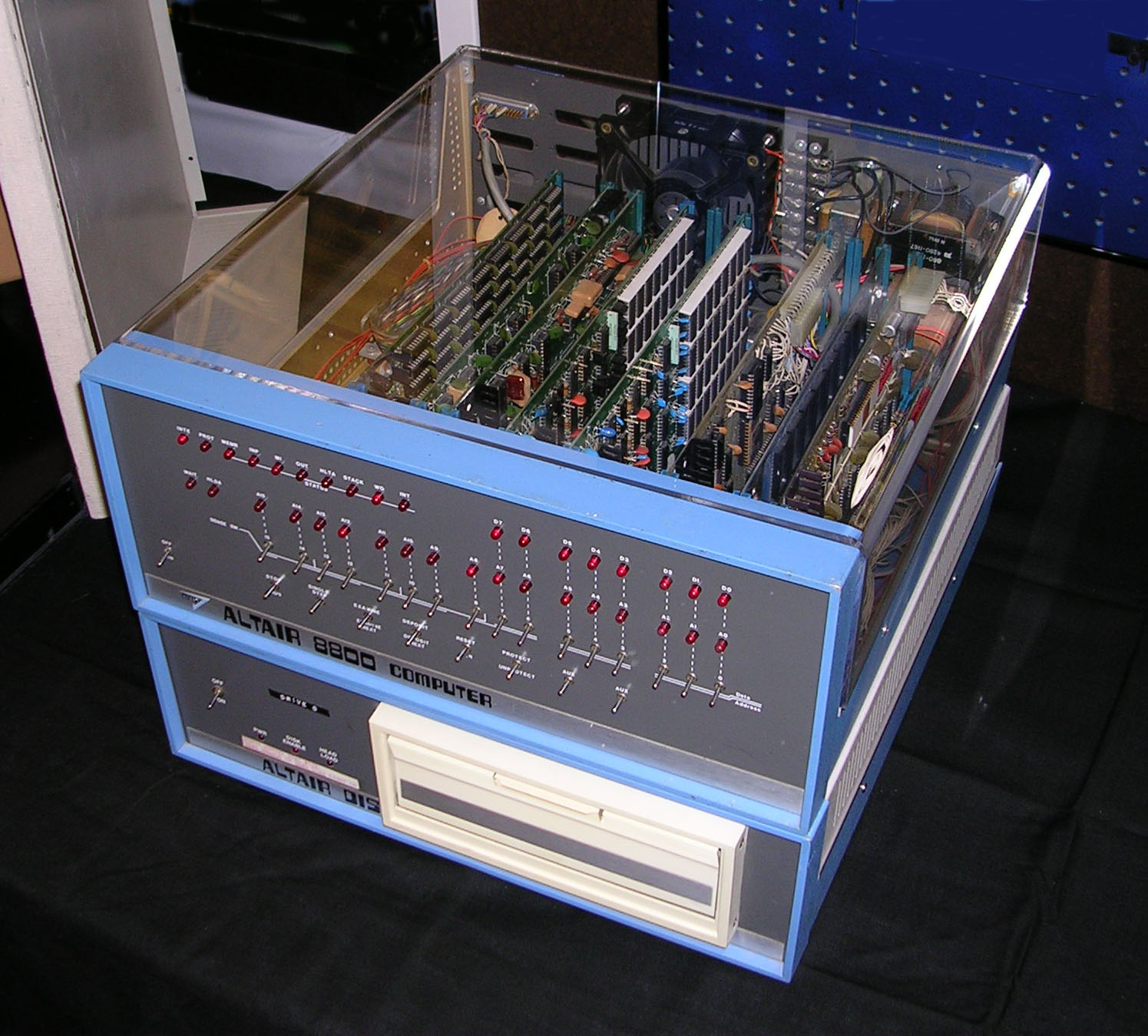
8枚の回路基板を取り付けたAltair 8800。下のAltairのフロッピーディスクシステムはパーテック社の8インチドライブを搭載している。

### 製品
Altair 8800は、Data General Novaなどの1970年代前半のミニコンピュータをモデルにしている。これらのマシンには、CPUボード、メモリボード、I/Oボードが含まれており、データストレージと表示端末は外部デバイスだった。テレタイプ端末のASR-33は、印刷出力と紙テープへのデータ保存ができたため、人気のある端末だった。より高度なシステムでは、8インチのフロッピーディスクとADM-3Aのような80桁24行表示のビデオ表示端末があった（グラフィックスはなく、小文字の表示は75ドルのオプションだった）。これらのコンピュータのほとんどは、フロント・パネルにデータを入力するためのトグル・スイッチと状態を表示するためのライトを備えていた。これらは通常、コンピュータを起動したり、問題を診断するために使用された。
Altair 8800キットには、フロントパネル、Intel 8080マイクロプロセッサを搭載したCPUボード、256バイトのRAM、4スロットのバックプレーン、8アンペアの電源が付属し、価格は439ドルだった。メモリボードは1キロバイトが176ドル、4キロバイトが264ドルだった。シリアルインターフェイスボードが124ドル、パラレルインターフェイスボードが119ドルだった。BASIC付きの8キロバイトシステムが995ドルの特別価格で販売された。テレタイプ端末ASR-33が1500ドルだった。
『ポピュラーエレクトロニクス』1975年1月号が1974年12月中旬に読者に届くと、MITS社には注文が殺到した。電話応対のためだけに人を雇う必要があった。1975年2月、MITS社にはAltair 8800の注文が1,000件も寄せられた。納期は60日とされていたが、実際に出荷されるまでには何ヶ月もかかった。1975年8月までに5,000台以上を出荷した。
Altair 8800の販売価格は、MITS社にとっては損益分岐点だった。利益を上げるためには、追加のメモリボード、I/Oボードなどのオプション品を販売する必要があった。MITS社のニュースレター『コンピュータ・ノーツ』1975年4月号には、15以上のオプションボードの何ページにも渡る価格表が掲載されていた。オプション品の納期は60日または90日としていたが、ほとんどの製品は生産されることがなく、そのうちにオプション品は価格表から削除された。当初、ロバーツはコンピュータ本体の生産に専念することにしたため、オプション品の納品は1975年10月まで行われなかった。
1975年当時、DRAMはまだ新しい技術だったため、Intel 8080にはDRAMに対応する専用回路がなかった。MITS社は、SRAMよりも消費電力の少ないDRAMを使用したいと考えていた。しかし、MITS社の4K DRAMボードは、設計や部品の問題がいくつかあり、故障率が高かった。7月までに、プロセッサ・テクノロジーなどの新興の企業が、信頼性の高い動作が保証された4K SRAMボードを販売するようになった。ロバーツは、『コンピュータ・ノーツ』1975年10月号で自社の4K DRAMボードの問題を認めた。価格を264ドルから195ドルに値下げし、既存の購入者には50ドルを払い戻した。MITS社は1976年1月に独自の4K SRAMボードをリリースした。
1975年当時に容易に入手できたフロッピーディスクドライブは、IBM互換の8インチドライブのみだった。MITS社は、300,000バイト以上のデータを保存できるパーテック社のFD400ディスクドライブを選択した。Altairのディスクコントローラは2枚のボードを占有し、60個以上のICを搭載していた。初期ユニットは8月に発売される予定だったが、1975年末まで延期された。Extended Disk BASICの製品版が1976年4月にリリースされた。ディスクドライブを1台搭載したコントローラは、キット1,480ドル、組み立て済み1,980ドルで販売された。

### マーケティング
Altairの初の全面広告は、『ポピュラーエレクトロニクス』誌と『ラジオ＝エレクトロニクス』誌の2月号に掲載された。また、IEEEの『コンピュータ』などの技術雑誌や、『サイエンティフィック・アメリカン』などの一般誌にも広告を出した。MITS社はまた、『クリエイティブ・コンピューティング』や『バイト』などの新しいホビイスト向けコンピュータ雑誌で最も著名な広告主だった。
デビッド・バネルは電卓の全盛期にテクニカルライターとしてMITS社に入社した。彼は1975年4月にMITS社のニュースレター『コンピュータ・ノーツ』を創刊し、MITS社のスタッフと顧客のコミュニケーションの場となった。『コンピュータ・ノーツ』は、MITS社の顧客やMITS社製品に興味のある読者が利用可能だった。11.25×15.5インチ（286×394mm）の大判のニュースレターで、各号8〜24ページで構成されていた。1977年1月には、より小さな雑誌形式に変更され、最終号は1978年1月に発行された。バネルは1976年10月に『パーソナルコンピュータ』誌を創刊し、雑誌出版者として成功を収めた。
『コンピュータ・ノーツ』には、様々な著者が寄稿した。ビル・ゲイツやポール・アレンは、初期の号に定期的に寄稿していた。彼らはAltair BASICや一般的なソフトウェアのトピックについて執筆していた。エド・ロバーツはコラム「Letter from the President」（社長からの手紙）を毎月執筆し、顧客からの質問に答えたり、競合製品のレビューを行ったりしていた。トム・ダーストンやスティーブ・ポリーニなどのMITS社のエンジニアが、新製品の技術的な説明を行った。Altairの所有者は、ソフトウェアやハードウェアの提案を寄稿し、時には完全な記事を寄稿していた。
MITS社は1975年4月にキャンピングカーを購入して「MITSモバイル号」(MITS-MOBILE)と名付け、フロッピーディスク、テレタイプ端末ASR-33、そしてMITS社が製造する全てのアクセサリーを搭載したAltairシステムを装備した。MITSモバイル号は文字通りの「移動ショールーム」であり、MITS社の製品ラインを紹介するために街から街へと移動していた。ホテルの会議室でセミナーを開催し、200人以上の人が集まった。1975年6月初旬にカリフォルニア州パロアルトのリッキーズ・ハイアット・ハウスで行われたセミナーでは、ホームブリュー・コンピュータ・クラブのメンバーが発売前のAltair BASICのコピーを勝手に持って帰り、コピーをメンバーに配布した。ほとんどの都市にAltair製品を扱う小売店ができた後、MITSモバイル号は引退した。
1976年3月、ニューメキシコ州アルバカーキで第1回（そして唯一の）World Altair Computer Conventionが開催された。デビッド・バネルが主催したこの大会は、46の州と7つの国から700人が参加し、大成功を収めた。

### 互換機

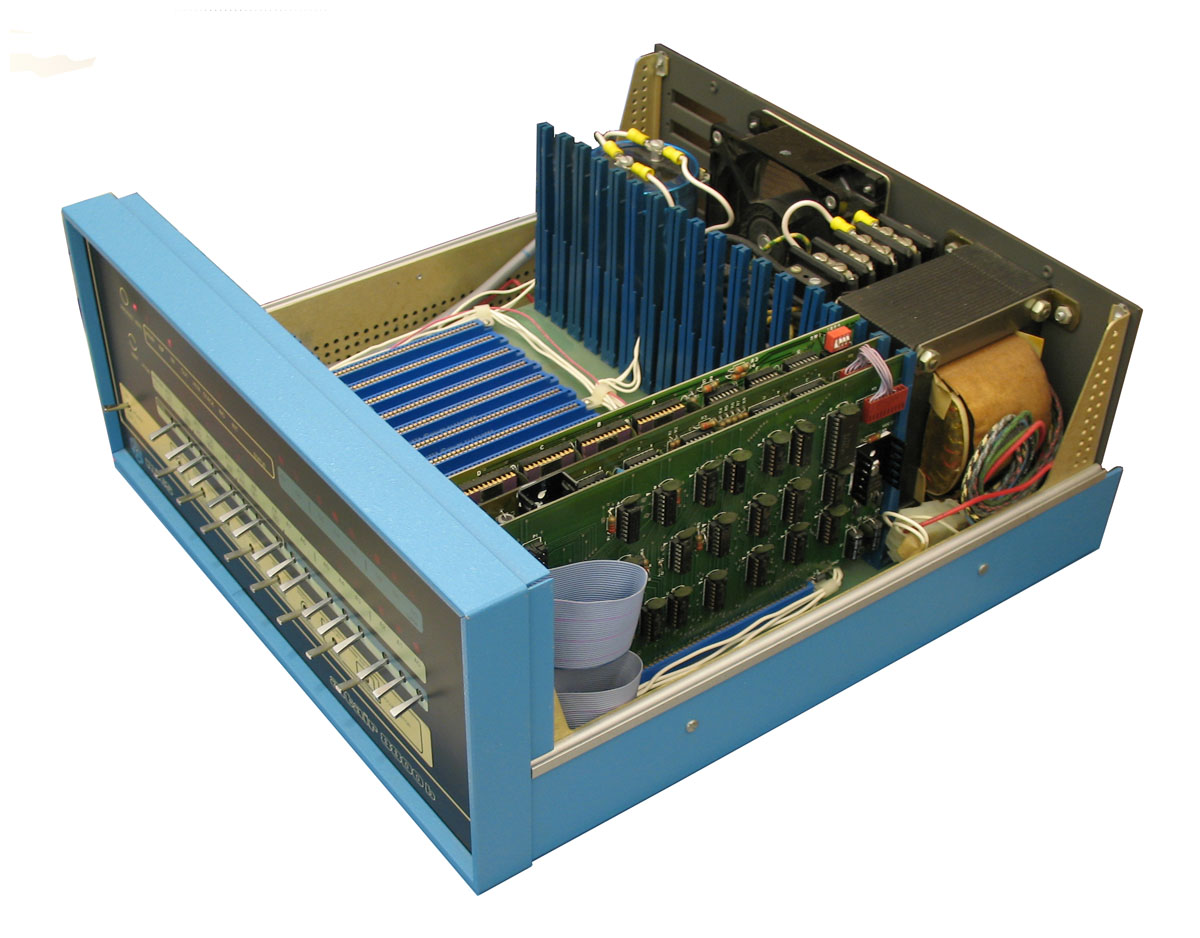
多くの企業がAltair/S-100バスに接続できるボードを製造した。

メインフレームやミニコンピュータの所有者は、サードパーティーのサプライヤーから追加のメモリ、インターフェースボード、周辺機器を購入していたため、Altair 8800コンピュータの所有者も同じようにサードパーティーから購入することが予想された。MITS社からのシステムやアクセサリーの納品が遅れたため、互換機サプライヤーの形成が加速された。最初のものは1975年半ばに登場し始め、1976年7月までには完全な互換コンピュータシステムが容易に入手できるようになっていた。Altair 8800の技術マニュアルには、100ピンのコンピュータバスの回路図が掲載されており、他の人が互換性のあるボードを設計できるようになっていた。当時は適切な技術基準がなく、互換ボード同士で正しく動作しないことも多かった。その後、業界は、Altairのバス規格を元にS-100バス規格を開発した。
カリフォルニア州オークランドのゴッドバウト・エレクトロニクスは、多くのホビイストやカリフォルニア大学バークレー校の学生に部品を供給していた。ジョージ・モローがAltair互換設計を同社社長のビル・ゴッドバウトに持ちかけ、ゴッドバウトが製造と販売に同意した。『バイト』1975年10月号には、「Get your MITtS on a Godbout RAM kit」（「ゴッドバウトのRAMキットで、君のMITtSを手に入れよう」。"MITtS"は原文ママ）という見出しの広告が掲載された。4KバイトのAltair互換ボードは131.07ドルだった。
ゴドブー社は、4K SRAMボードとシリアル/パラレルインターフェイスボードをプロセッサ・テクノロジー社にも販売した。リー・フェルゼンスタインが、白黒テレビにの大文字・小文字を64桁16行表示できるAltair互換のビデオボードを設計した。この160ドルのボードは非常に人気を博し、1976年にはプロセッサ・テクノロジー社からSol-20が発売された。
IMSAI 8080は、Altairの初の「互換機」として1975年12月に発売された。IMSAI 8080は、より大容量の電源、22スロットのマザーボードを備え、フロントパネルの配線を簡潔にすることで、Altair 8800の多くの欠点を修正した。エド・ロバーツは、『コンピュータ・ノーツ』1976年4月号のコラムでIMSAI 8080をレビューし、IMSAI 8080がオリジナルのAltair 8800よりも優れている点があることに同意した。その上で、新しいAltair 8800BがIMSAI 8080より優れていること、IMSAIで修正された問題はAltair 8800Aでも修正していることも指摘した。
Altairは20店ほどのAltair正規販売店でしか購入できなかったが、IMSAI 8080、Solなどの互換機は、新しくオープンした数百店のコンピュータ店で販売されていた。
S-100バスは、IBM PCのISAバスに追い越されるまで、1980年代を通じて使用されていた。シアトル・コンピュータ・プロダクツ(SCP)は、S-100メモリボードのメーカーだった。同社のエンジニア、ティム・パターソンは1979年に2枚のS-100ボード上でIntel 8086を使用したシステムを設計した。当時近くのワシントン州ベルビューに拠点を置いていたマイクロソフト社は、8086バージョンのBASICをテストするためにこの試作機を使用した。デジタル・リサーチ社は、CP/Mの8086バージョンを1979年12月までに提供すると約束していたが、その期日に間に合わなかった。SCPは8086製品を販売するためにDOSを必要としていたので、パターソンは3ヶ月でQDOSを作成した。マイクロソフトは後にSCPからQDOSを5万ドルで購入し、IBM PC向けのPC DOSの基礎として使用することになる。

### Altair BASIC

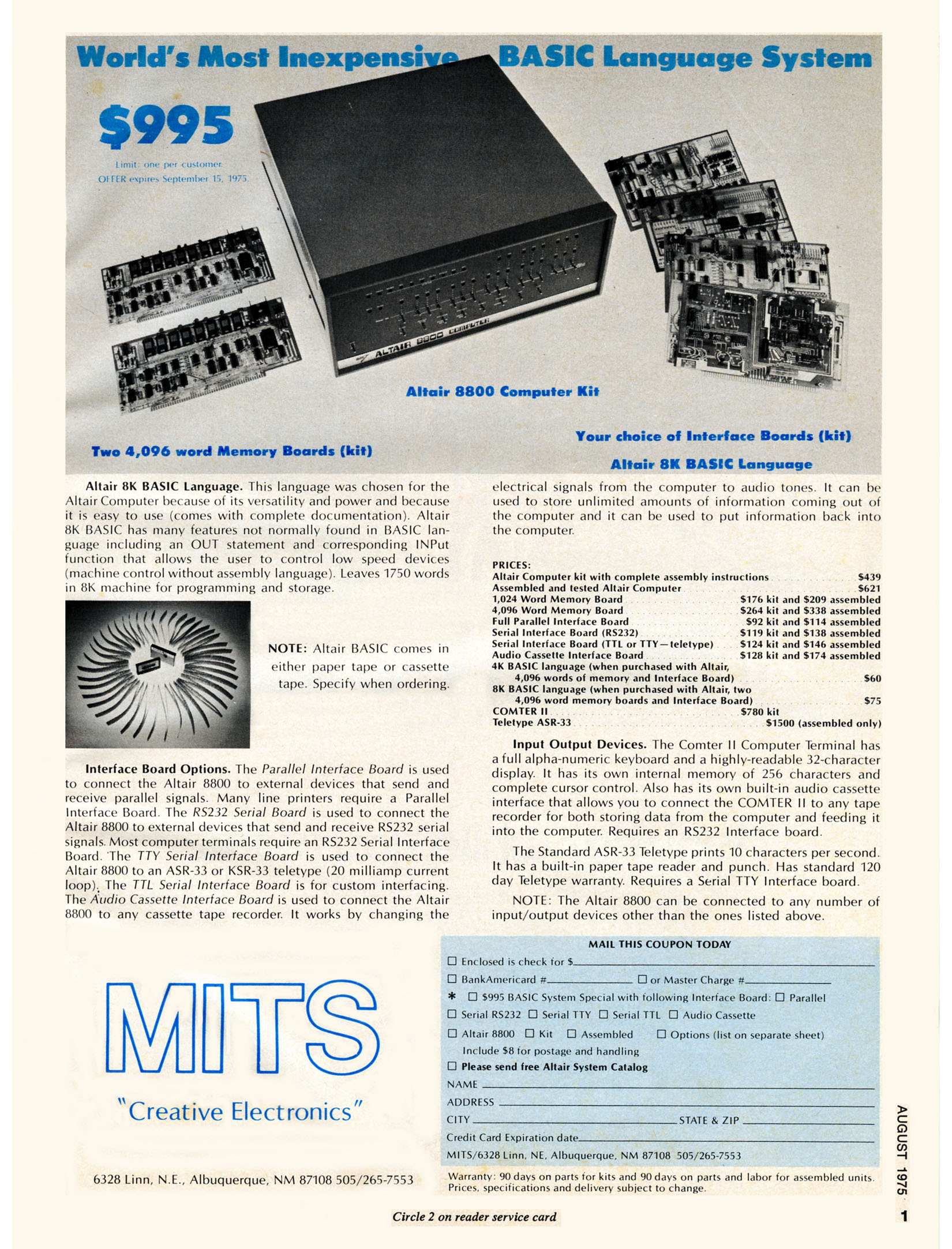
8KBのメモリとAltair BASICを搭載したAltair 8800キットは、1975年8月にわずか995ドルで購入できた。

1974年12月、ビル・ゲイツはハーバード大学の学生で、ポール・アレンはボストンのハネウェル社に勤務していた。彼らは『ポピュラーエレクトロニクス』1975年1月号に掲載されたAltair 8800を見て、これがBASICインタプリタを動作させるのに十分なパワーを持っていることに気づいた。彼らはAltairにBASICを提供する最初の企業になりたいと考えていた。彼らが以前にトラフォデータの名前で作成していたIntel 8008ベースのソフトウェア開発ツールにより、彼らが先陣を切ることが可能となった。これは、彼らの友人のポール・ギルバートがコンピュータを構築している間に、アレンがタイムシェアリングコンピュータPDP-10上で8008をシミュレートするプログラムを書いたもので、ハードが完成する前にソフトウェアを書いてデバッグすることができた。
ハーバード大学には学生が自由に使用できるPDP-10があった。彼らはそれを使ってAltair用のBASICを開発した。アレンが8008用のソフトウェア開発ツールを8080用に修正している間、ゲイツは黄色のリーガルパッドに8080のアセンブリ言語を手書きで書き始めた。また、ゲイツの同級生のモンティ・ダビドフに浮動小数点演算ルーチンを書くように依頼した。
2月上旬までには、プログラムのコーディングが手書きからPDP-10上で行われるようになり、1975年3月までに試作版が完成した。それ以前にゲイツとアレンはMITS社のロバーツに接触し、3月にアレンは試作版を持ってアルバカーキへ飛んだ。アレンがMITS社に到着してから、ソフトウェアが動くようになるまでに1日かかった。ロバーツは、遅延がソフトウェアの問題によるものであったとしているが、アレンは、これはコンピュータのメモリの問題のためだったとしている。
『コンピュータ・ノーツ』1975年4月号には、「Altair BASIC - Up and Running」という記事が掲載されていた。このソフトウェアは1975年6月23日に出荷が開始される予定だった。ソフトウェアの価格は500ドルだったが、8キロバイトのメモリとシリアルI/Oカードを搭載したAltairを合わせて購入すると75ドルに値引きされた。
1975年7月22日、MITS社はゲイツ、アレンとAltair BASICの契約を結んだ。彼らは署名時に3000ドルを受け取り、BASICのコピーが1部売れるごとに4K版は30ドル、8K版は35ドル、拡張版は60ドルのロイヤルティーが支払われた。契約の上限は18万ドルだった。MITS社は、このプログラムの10年間の世界的な独占ライセンスを受けた。彼らはまた、他の企業にプログラムをサブライセンスする独占的な権利を持ち、ライセンスを促進しプログラムを商業化するために「最善の努力」をすることに合意した。MITS社は、アルバカーキ学区が所有するPDP-10の使用時間を、BASICの開発のために提供した。アレンはハネウェル社での仕事を辞め、年間3万ドルの給料でMITS社の副社長兼ソフトウェア・ディレクターに就任した。ゲイツはまだハーバード大学の学生で、MITS社の請負作業者に過ぎなかった。1975年10月の社内報には、彼の肩書きは「ソフトウェアスペシャリスト」と記載されている。
MITS社からメモリとI/Oボードを追加購入した顧客へは、Altair BASICは75ドルで販売された。MITS社のメモリボードが信頼性の高いものであれば、顧客はそれに応じていたかもしれない。しかし、顧客はMITS社からはコンピュータのみ購入し、メモリはプロセッサ・テクノロジー社などのサードパーティから購入した。彼らは、BASICのために500ドルを支払うことはせず、海賊版を使用していた。Altair BASICのユーザのうち、正規品を購入していたのは約10%だけだった。ゲイツは、これによりロイヤルティーが入らなくなることから、これはホビイストによる窃盗であると感じていた。1976年2月、ゲイツは「マイクロソフトのジェネラル・パートナー」として『ホビイストへの公開状』という文章を書き、ホームブリュー・コンピュータ・クラブの会報などの様々なコンピュータ関係の出版物に送った。この中でゲイツは、ソフトウェアをコピーする行為は窃盗だとして非難し、人々がお金を払わないソフトウェアの開発の継続はできないと宣言した。
MITS社は1975年11月に、MC6800を使用した新しいコンピュータ、Altair 680を発表した。このマシンは1976年1月に出荷されることになっていたが、ハードウェアの設計上の問題で5月まで出荷が遅れた。アレンは、6800に対応するように8080シミュレータを書き直した。ゲイツとアレンの高校時代の友人であるリック・ウェイランドは、Altair BASICの8080アセンブリ言語を6800アセンブリ言語に移植した。海賊版によるロイヤルティ損失問題の解消のため、6800版BASICはMITS社に対し31,200ドル一括払いの非独占的なライセンスを与えた。ウェイランドとマーク・マクドナルドは、6800から派生した新しいマイクロプロセッサMOS 6502に感銘を受けた。彼らは、6800の開発システムを6502に対応するように改造し、6502版のBASICを作り出した。このバージョンは後にコモドールとアップルに販売された。
『コンピュータ・ノーツ』1976年1月号には、8080 BASICの広告が掲載された。その最後の段落には次のように書かれている。「ソースリストとバイナリを配布する権利のためのライセンスはOEM購入者にも利用可能です。より詳細な情報についてはアルバカーキにあるMITS社工場のポール・アレン氏に手紙か電話でお問い合わせください。」マイクロソフトは、BASICの複数の企業顧客を見つけ、収益はMITS社と均等に分割された。1976年12月にMITS社を買収したパーテック社は、それ以上のOEM取引を許可することを拒否した。これは、MITS社がソフトウェアのライセンスを取得するための「最善の努力」をするというマイクロソフトとの契約に反するものだった。MITS社とマイクロソフトは、紛争を解決するために、拘束力のある仲裁を使用した。1977年9月、仲裁人はマイクロソフトに有利な判決を下した。MITS社は自社のマシン上でBASICを使用し続けることはできるが、独占的なライセンスを失った。マイクロソフトでは、誰にでもソフトウェアのライセンスを取得し、ロイヤルティの全てを取得することができるようになった。
マイクロソフトは、もはやアルバカーキに留まる必要がなくなったため、より魅力的な大都市への移転を希望した。サンフランシスコ・ベイエリアも検討されたが、アレンとゲイツは故郷のシアトルに戻ることにした。マイクロソフトは1979年1月にシアトル郊外のワシントン州ベルビューに移転した。

## パーテック社への売却
1976年、MITS社は230人の従業員を有し、売上高は600万ドルに達していた。ロバーツは大きな組織の管理に疲れ、より大きなパートナーを探していた。MITS社は常にパーテック・コンピュータ社製のディスクドライブを使用していたが、1976年12月3日、パーテック社はMITS社の株式を600万ドルで買収する合意書に署名した。取引は1977年5月、テキサス州ダラスで開催された全米コンピュータ会議の直前に完了した。ロバーツは200万ドルを受け取り、他のMITS社の株主500人（Altairの共同設計者であるビル・イェーツを含む）が残りを分配した。
パーテック社は、全米26店舗のアルテアコンピュータストアを通じた中小企業への拡販に意欲的だった。ホビー・ホームユーザー向けのマーケティングは縮小された。MITS社のニュースレター『コンピュータ・ノーツ』は、アルバカーキのスタッフが最後に制作した1977年11月号の後、カリフォルニア州チャッツワースのパーテック社のスタッフが1号だけ制作したのが最後となった。ホームコンピュータ雑誌の代表格である『バイト』の裏表紙には、常にAltairの全面広告が掲載されていたが、これも1977年9月号が最後になった。ロバーツとイェーツはMITS社に残り、特別なプロジェクトに取り組んだ。
1979年8月、パーテック社は株式の45%をフィリップス北米法人に3,700万ドルで売却することに合意した。この取引が完了する前に、パーテック社は西ドイツのコンピュータ会社トライアンフアドラー社(Triumph-Adler)に1億2,000万ドルで買収されることに合意した。1978年のパーテック社の売上高は1億5,000万ドル、トライアンフアドラー社の売上高は4億6,600万ドルだった。
Altair製品はパーテックの製品ラインに統合され、MITS社の施設は小型ビジネスコンピュータPCC-2000の生産に使用された。アルバカーキ工場は1980年12月に閉鎖され、生産はカリフォルニア州アーバインのパーテック社の工場に移された。
1977年末までにロバーツはMITS社を退社し、ジョージア州に戻り、農場を購入した。彼はジョージア州メーコンのマーサー大学で医学を学び、1986年に医学博士号を取得した。ロバーツは2010年に亡くなるまで、ジョージア州コクランという人口4500人の小さな町で診療所を開いていた。

## 引用文献
- Ceruzzi, Paul E. (2003). A History of Modern Computing. Cambridge, MA: MIT Press. ISBN 0-262-53203-4
- Manes, Stephen; Paul Andrews (1994). Gates. New York: Simon and Schuster. ISBN 978-0-671-88074-3
- Mims, Forrest M (1986). Siliconnections: Coming of Age in the Electronic Era. New York: McGraw-Hill. ISBN 978-0-07-042411-1
- Roberts, H. Edward; Forrest Mims (1974). Electronic Calculators. Indianapolis: Howard W Sams. ISBN 978-0-672-21039-6
- Young, Jeffrey S. (1998). Forbes Greatest Technology Stories: Inspiring Tales of the Entrepreneurs. New York: John Wiley & Sons. ISBN 0-471-24374-4 Chapter 6 "Mechanics: Kits & Microcomputers"